# 김정은 장군 목숨으로 사수하리라
《김정은 장군 목숨으로 사수하리라》(金正恩 將軍 목숨으로 死守하리라)는 2012년에 공개된 조선민주주의인민공화국의 노래로, 김정은의 우상화 노래이다. 2012년에 공개되었다.